# Champlive
Champlive [ʃɑ̃pliv] est une commune française située dans le département du Doubs, la région culturelle et historique de Franche-Comté et la région administrative Bourgogne-Franche-Comté.
Ses habitants sont les Champlivais et Champlivaises.

## Géographie
Le village de Champlive est établi au bord du premier plateau au pied du bois de la Côte de Vaite qui domine la vallée du Doubs. C'est le carrefour de plusieurs routes dont une qui permet de relier le village de Laissey, situé dans la vallée, au premier plateau en empruntant deux tunnels dans la côte de Champlive.

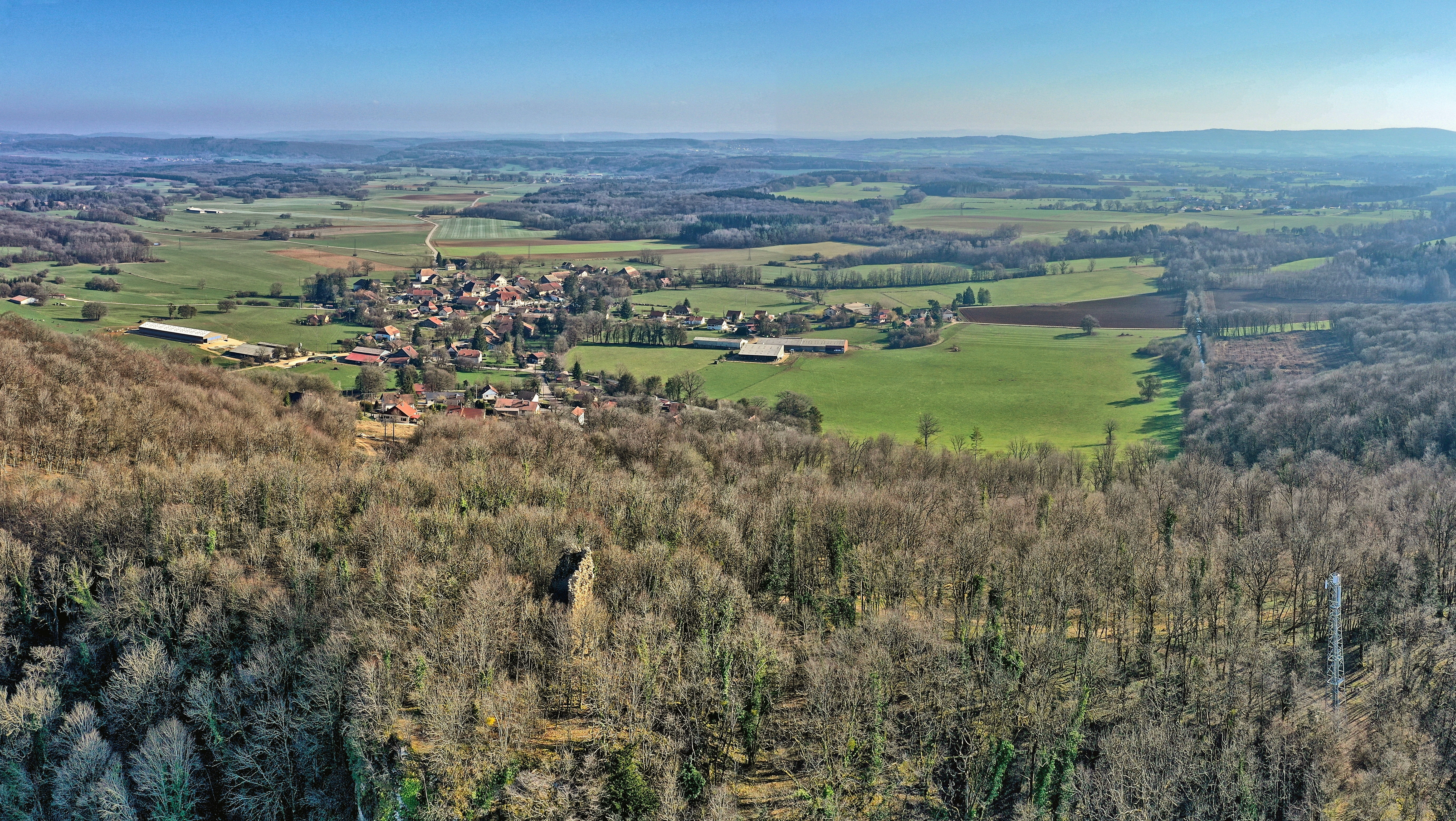
Panorama sur le village depuis le château de Vaite.

### Climat
Pour des articles plus généraux, voir Climat de la Bourgogne-Franche-Comté et Climat du Doubs.
En 2010, le climat de la commune est de type climat de montagne, selon une étude du Centre national de la recherche scientifique s'appuyant sur une série de données couvrant la période 1971-2000. En 2020, Météo-France publie une typologie des climats de la France métropolitaine dans laquelle la commune est dans une zone de transition entre le climat semi-continental et le climat de montagne et est dans la région climatique  Jura, caractérisée par une forte pluviométrie en toutes saisons (1 000 à 1 500 mm/an), des hivers rigoureux et un ensoleillement médiocre. 
Pour la période 1971-2000, la température annuelle moyenne est de 10 °C, avec une amplitude thermique annuelle de 17,2 °C. Le cumul annuel moyen de précipitations est de 1 247 mm, avec 13,2 jours de précipitations en janvier et 10,4 jours en juillet. Pour la période 1991-2020, la température moyenne annuelle observée sur la station météorologique de Météo-France la plus proche, « Pouligney », sur la commune de Pouligney-Lusans à 5 km à vol d'oiseau, est de 10,9 °C et le cumul annuel moyen de précipitations est de 1 214,6 mm. 
La température maximale relevée sur cette station est de 40 °C, atteinte le 25 juillet 2019 ; la température minimale est de −23 °C, atteinte le 20 décembre 2009,,. 
Les paramètres climatiques de la commune ont été estimés pour le milieu du siècle (2041-2070) selon différents scénarios d'émission de gaz à effet de serre à partir des nouvelles projections climatiques de référence DRIAS-2020. Ils sont consultables sur un site dédié publié par Météo-France en novembre 2022.

## Urbanisme

### Typologie
Au 1er janvier 2024, Champlive est catégorisée commune rurale à habitat dispersé, selon la nouvelle grille communale de densité à 7 niveaux définie par l'Insee en 2022.
Elle est située hors unité urbaine. Par ailleurs la commune fait partie de l'aire d'attraction de Besançon, dont elle est une commune de la couronne,. Cette aire, qui regroupe 310 communes, est catégorisée dans les aires de 200 000 à moins de 700 000 habitants,.

### Occupation des sols
L'occupation des sols de la commune, telle qu'elle ressort de la base de données européenne d’occupation biophysique des sols Corine Land Cover (CLC), est marquée par l'importance des forêts et milieux semi-naturels (56 % en 2018), une proportion identique à celle de 1990 (56 %). La répartition détaillée en 2018 est la suivante : 
forêts (56 %), zones agricoles hétérogènes (19 %), terres arables (14,8 %), prairies (6 %), zones urbanisées (4,3 %). L'évolution de l’occupation des sols de la commune et de ses infrastructures peut être observée sur les différentes représentations cartographiques du territoire : la carte de Cassini (XVIIIe siècle), la carte d'état-major (1820-1866) et les cartes ou photos aériennes de l'IGN pour la période actuelle (1950 à aujourd'hui).

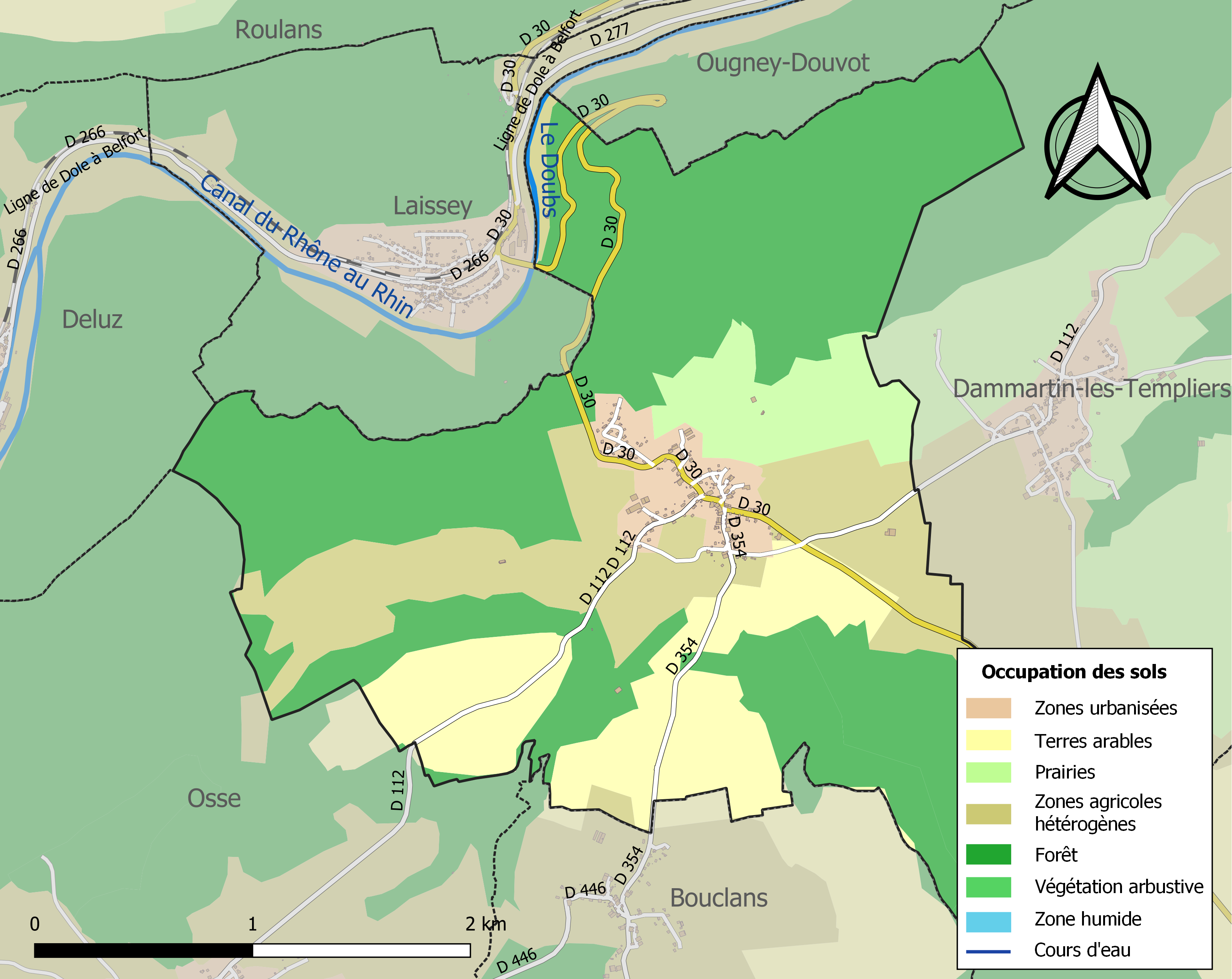
Carte des infrastructures et de l'occupation des sols de la commune en 2018 (CLC).

## Toponymie
Chanlive en 1305 ; Champlive depuis 1549.

## Histoire
Champlive est un petit village qui doit son nom aux nombreuses inondations causées par le Gour. En patois, Champlive signifie champs lavés.

## Politique et administration

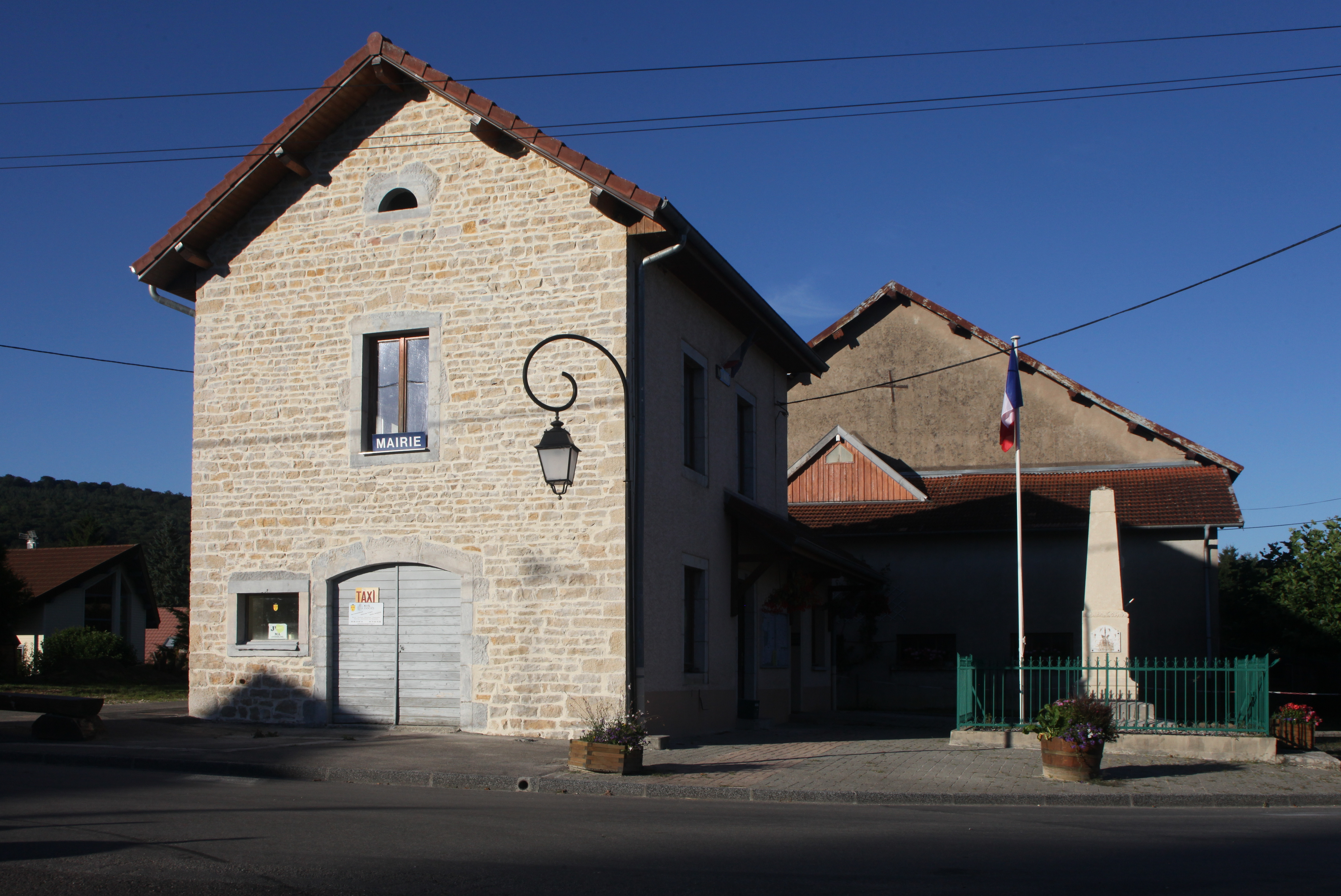
La mairie.

| Période                                  | Période  | Identité       | Étiquette | Qualité  |
| ---------------------------------------- | -------- | -------------- | --------- | -------- |
| 1995                                     | mai 2020 | André Vaubourg | UMP-LR    | Retraité |
| mai 2020                                 | En cours | Noëlle Lecomte |           |          |
| Les données manquantes sont à compléter. |          |                |           |          |

## Démographie
L'évolution du nombre d'habitants est connue à travers les recensements de la population effectués dans la commune depuis 1793. Pour les communes de moins de 10 000 habitants, une enquête de recensement portant sur toute la population est réalisée tous les cinq ans, les populations de référence des années intermédiaires étant quant à elles estimées par interpolation ou extrapolation. Pour la commune, le premier recensement exhaustif entrant dans le cadre du nouveau dispositif a été réalisé en 2005.

En 2022, la commune comptait 250 habitants, en évolution de −1,19 % par rapport à 2016 (Doubs : +1,88 %, France hors Mayotte : +2,11 %).
| 1793 | 1800 | 1806 | 1821 | 1831 | 1836 | 1841 | 1846 | 1851 |
| ---- | ---- | ---- | ---- | ---- | ---- | ---- | ---- | ---- |
| 346  | 306  | 320  | 299  | 298  | 335  | 337  | 305  | 318  |

| 1856 | 1861 | 1866 | 1872 | 1876 | 1881 | 1886 | 1891 | 1896 |
| ---- | ---- | ---- | ---- | ---- | ---- | ---- | ---- | ---- |
| 266  | 256  | 248  | 206  | 202  | 211  | 203  | 176  | 206  |

| 1901 | 1906 | 1911 | 1921 | 1926 | 1931 | 1936 | 1946 | 1954 |
| ---- | ---- | ---- | ---- | ---- | ---- | ---- | ---- | ---- |
| 183  | 196  | 176  | 190  | 199  | 168  | 162  | 135  | 143  |

| 1962 | 1968 | 1975 | 1982 | 1990 | 1999 | 2005 | 2006 | 2010 |
| ---- | ---- | ---- | ---- | ---- | ---- | ---- | ---- | ---- |
| 141  | 122  | 127  | 168  | 192  | 238  | 267  | 263  | 260  |

| 2015 | 2020 | 2022 | - | - | - | - | - | - |
| ---- | ---- | ---- | - | - | - | - | - | - |
| 257  | 245  | 250  | - | - | - | - | - | - |

## Culture locale et patrimoine

### Lieux et monuments
- Les ruines de la tour du château de Vaite qui, situées au-dessus du village, surplombent la vallée du Doubs.
- La chapelle.
- La fontaine-abreuvoir.
- Les étangs de Vaite.
- Le ruisseau du Gour qui termine son cours dans une perte au milieu du village. Mais, depuis 1850, il est devenu un affluent artificiel rive gauche du Doubs grâce à un canal souterrain[21] qui y détourne une partie de ses eaux pour éviter les inondations des villages de Champlive et Dammartin-les-Templiers lors de fortes pluies.
- Le tunnel routier de la D 30, long de 370 m, qui passe sous la côte de Vaite, ressort à mi-pente et permet ainsi de rejoindre le village de Laissey mais après encore une longue descente à flanc de colline et un petit tunnel.

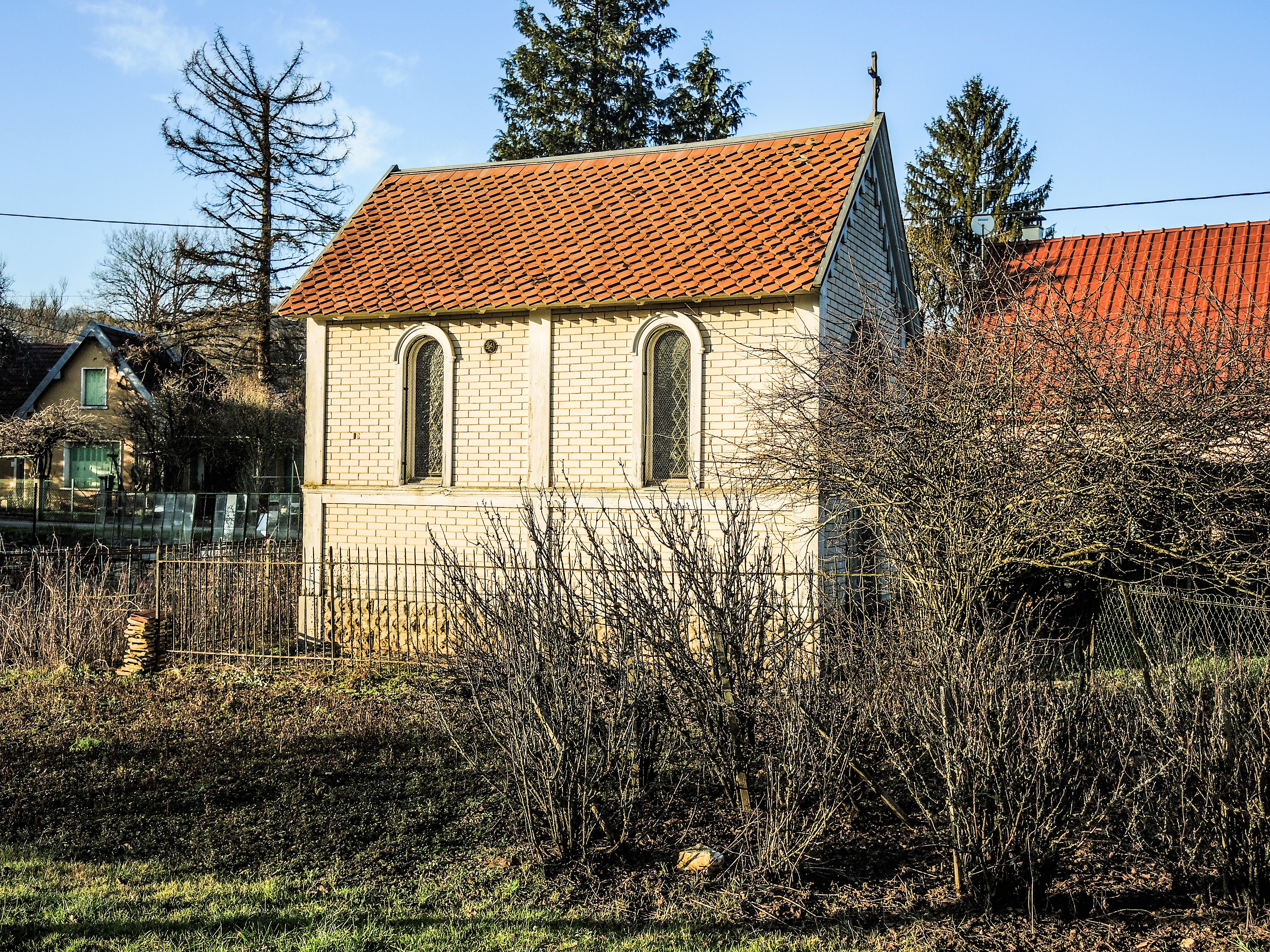
La chapelle.
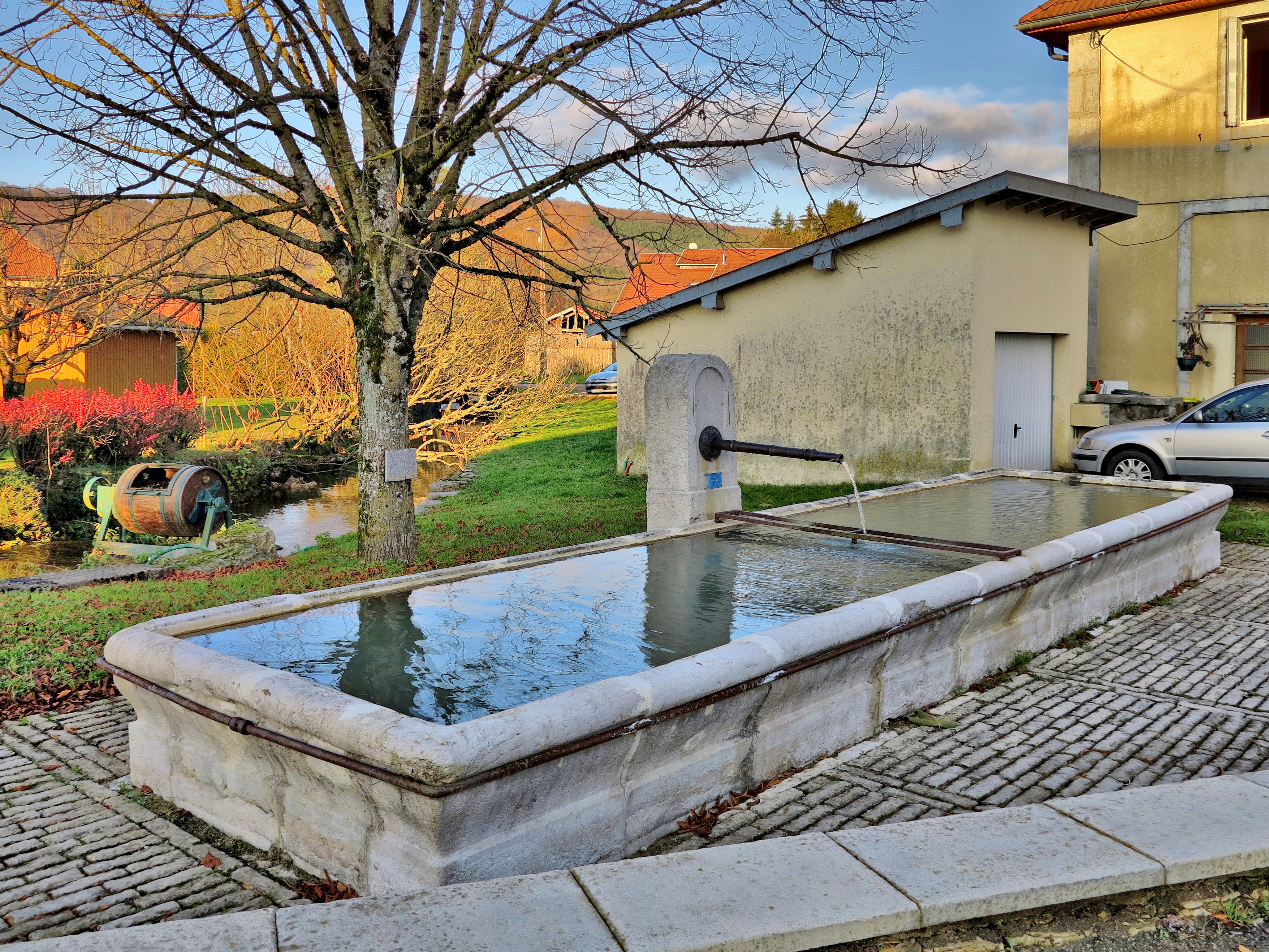
La fontaine-abreuvoir.
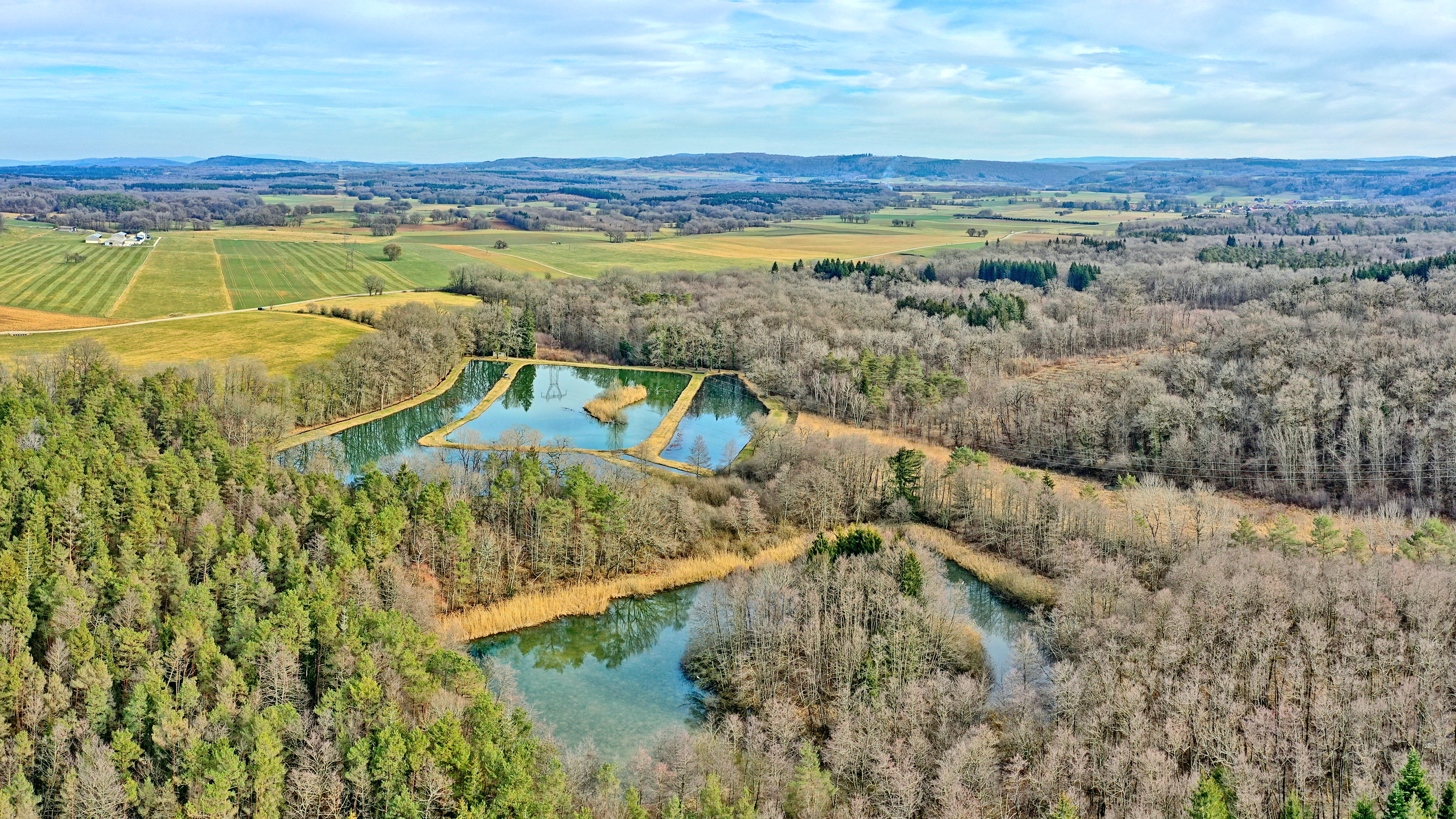
Les étangs de Vaite.
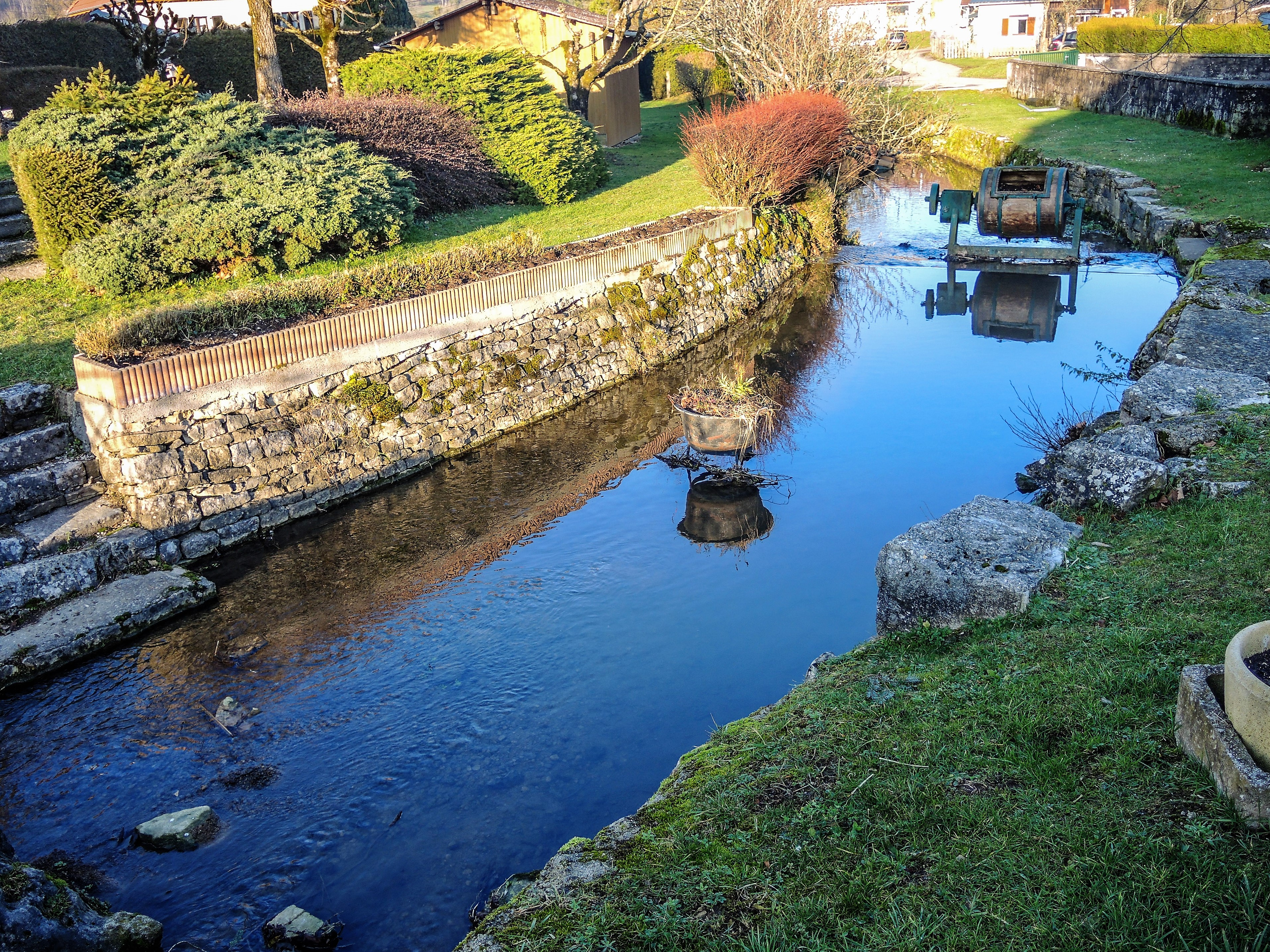
Le Gour à Champlive.
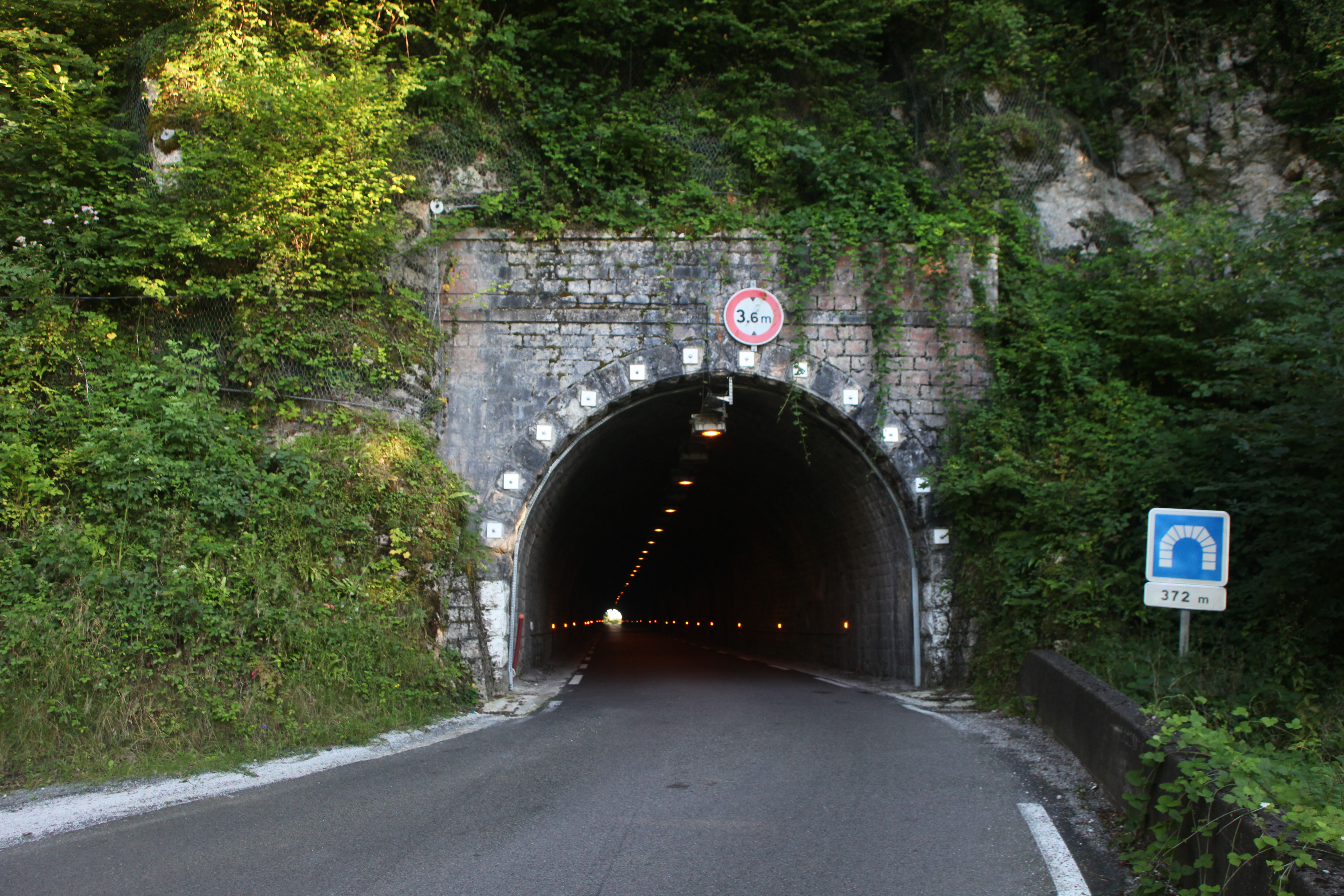
Le tunnel sur la route de Laissey.

- Félix Bonnet, homme de foi qui unit le village et mena la révolte face aux Allemands durant la lutte contre le fascisme.

### Héraldique
| Blason de Champlive | Blason  | D'or à trois quintefeuilles de gueules surmontées de l'inscription « CHAMPLIVE » en lettres capitales de sable. |
| Blason de Champlive | Détails | Le statut officiel du blason reste à déterminer.                                                                |